# Брунчаково
Брунча́ково (рос. Брунчаково) — присілок у складі Міжріченського району Вологодської області, Росія. Входить до складу Ботановського сільського поселення.

## Населення
Населення — 6 осіб (2010; 7 у 2002).
Національний склад (станом на 2002 рік):
- росіяни — 86 %